# Nicole Leder
Nicole Leder née Mertes le 12 septembre 1971 à Duisbourg est une triathlète professionnel allemande, triple championne d'Allemagne de triathlon longue distance (2003, 2004 et 2005).

## Biographie
Nicole Leder commence le triathlon en 1989 après avoir pratiqué la natation. De 1989 à 1991, elle remporte trois fois consécutivement le championnat d'Europe dans la catégorie junior. En 2000 elle s'engage sur les longues distances et réussi à se qualifier pour le championnat du monde d'Ironman à Kona. En 2000 en remportant l'Ironman Europe à Roth elle devient championne d'Europe longue distance.
Nicole Leder est mariée au triathlète professionnel Lothar Leder, ils vivent avec leur fille à Darmstadt. En juillet 2013, elle déclare après le Challenge Roth, mettre un terme à sa carrière professionnelle.

## Palmarès
Le tableau présente les résultats les plus significatifs (podium) obtenus sur le circuit national et international de triathlon depuis 2000.
| Année | Compétition                                | Pays         | Position           | Temps           |
| ----- | ------------------------------------------ | ------------ | ------------------ | --------------- |
| 2011  | TriStar33.3 Allemagne                      | Allemagne    | Médaille d'argent  | 1 h 19 min 51 s |
| 2011  | Ironman Ratisbonne                         | Allemagne    | Médaille de bronze | 9 h 30 min 27 s |
| 2010  | Ironman Chine                              | Chine        | Médaille d'argent  | 10 h 2 min 58 s |
| 2009  | Ironman Malaisie                           | Malaisie     | Médaille d'argent  | 9 h 36 min 40 s |
| 2009  | Ironman Allemagne                          | Allemagne    | Médaille de bronze | 9 h 5 min 17 s  |
| 2008  | Vienne Triathlon XL                        | Autriche     | Médaille d'or      | 4 h 29 min 10 s |
| 2008  | Ironman Allemagne                          | Allemagne    | Médaille d'or      | 9 h 17 min 26 s |
| 2007  | Ironman Allemagne                          | Allemagne    | Médaille d'or      | 9 h 4 min 11 s  |
| 2007  | Ironman Malaisie                           | Malaisie     | Médaille d'or      | 9 h 42 min 33 s |
| 2005  | Challenge Roth                             | Allemagne    | Médaille d'argent  | 9 h 25 min 42 s |
| 2005  | Championnat d'Allemagne longue distance LD | Allemagne    | Médaille d'or      | 9 h 25 min 42 s |
| 2004  | Challenge Roth                             | Allemagne    | Médaille d'or      | 9 h 13 min 57 s |
| 2004  | Championnat d'Allemagne longue distance LD | Allemagne    | Médaille d'or      | 9 h 13 min 57 s |
| 2003  | Challenge Roth                             | Allemagne    | Médaille d'or      | 9 h 15 min 1 s  |
| 2003  | Championnat d'Allemagne longue distance LD | Allemagne    | Médaille d'or      | 9 h 15 min 1 s  |
| 2003  | Ironman Japon                              | Japon        | Médaille d'argent  | 9 h 52 min 33 s |
| 2002  | Ironman Brésil                             | Brésil       | Médaille d'argent  | 9 h 24 min 45 s |
| 2001  | Ironman Europe                             | Allemagne    | Médaille de bronze | 9 h 30 min 13 s |
| 2000  | Ironman Corée du Sud                       | Corée du Sud | Médaille d'or      | 9 h 48 min 58 s |